# Сере (округ)
Сере (фр. Céret) — округ (фр. Arrondissement) во Франции, один из округов в регионе Окситания. Департамент округа — Пиренеи Восточные. Супрефектура — Сере.
Население округа на 2006 год составляло 70 187 человек. Плотность населения составляет 74 чел./км². Площадь округа составляет всего 954 км².